# Polo aquático no Campeonato Mundial de Esportes Aquáticos de 2022 - Feminino
O torneio feminino de polo aquático no Campeonato Mundial de Esportes Aquáticos de 2022 em Budapeste, na Hungria, foi disputado entre 20 de junho a 2 de julho.

## Qualificação
| Evento                                                     | Datas                                 | Sede      | Vagas | Qualificados                                 |
| ---------------------------------------------------------- | ------------------------------------- | --------- | ----- | -------------------------------------------- |
| Nação anfitriã                                             | —                                     | —         | 1     | Hungria                                      |
| Liga Mundial                                               | 14 de junho a 19 de junho de 2021     | Atenas    | 1     | Estados Unidos · Rússia                      |
| Jogos Olímpicos de 2020                                    | 24 de julho a 7 de agosto de 2021     | Tóquio    | 4     | Espanha · Austrália · Países Baixos · Canadá |
| Campeonato Europeu de 2020                                 | 12 de janeiro a 25 de janeiro de 2020 | Budapeste | 3     | Itália · Grécia · França                     |
| Copa Intercontinental de 2022 (Eliminatórias das Américas) | 7 de março a 13 de março de 2022      | Lima      | 2     | Brasil · Argentina                           |
| Seleção Asiática                                           | —                                     | —         | 2     | China · Japão · Cazaquistão                  |
| Seleção Africana                                           | —                                     | —         | 1     | África do Sul                                |
| Seleção da Oceania                                         | —                                     | —         | 1     | Nova Zelândia                                |
| Vaga extra                                                 | —                                     | —         | 2     | Colômbia · Tailândia                         |
| Total                                                      |                                       |           | 16    |                                              |

A Rússia foi excluída devido à Invasão da Ucrânia pela Rússia em 2022.

China e Japão desistiram antes do torneio. 

## Sorteio
O sorteio dos grupos ocorreu dia 12 de abril de 2022. Os potes foram distribuídos da seguinte forma.
| Pote 1                                         | Pote 2                                   | Pote 3                                      | Pote 4                                             |
| ---------------------------------------------- | ---------------------------------------- | ------------------------------------------- | -------------------------------------------------- |
| Estados Unidos · Espanha · Hungria · Austrália | Países Baixos · Canadá · Brasil · Grécia | Argentina · Itália · França · Nova Zelândia | Cazaquistão · Colômbia · Tailândia · África do Sul |

O sorteio resultou nos seguintes grupos:
| Grupo A  | Grupo B        | Grupo C       | Grupo D   |
| -------- | -------------- | ------------- | --------- |
| Hungria  | Estados Unidos | Austrália     | Espanha   |
| Canadá   | Países Baixos  | Brasil        | Grécia    |
| Itália   | Argentina      | Nova Zelândia | França    |
| Colômbia | África do Sul  | Cazaquistão   | Tailândia |

## Medalhistas
| Ouro | Prata | Bronze |
| Estados Unidos · Ashleigh Johnson · Madeline Musselman · Tara Prentice · Rachel Fattal · Ava Elizabeth Johnson · Margaret Steffens · Stephania Haralabidis · Ryann Neushul · Denise Mammolito · Kaleigh Gilchrist · Bayley Weber · Jordan Raney · Amanda Longann · Treinador: · Adam Krikorian | Hungria · Edina Gangl · Dorottya Szilágyi · Vanda Vályi · Gréta Gurisatti · Zsuzsanna Máté · Rebecca Parkes · Geraldine Mahieu · Rita Keszthelyi · Dóra Leimeter · Natasa Rybanska · Kamilla Faragó · Krisztina Garda · Alda Magyari · Treinador: · Attila Biró | Países Baixos · Laura Aarts · Iris Wolves · Brigitte Sleeking · Sabrina van der Sloot · Lola Moolhuijzen · Simone van de Kraats · Rozanne Voorvelt · Vivian Sevenich · Kitty Joustra · Ilse Koolhaas · Maxine Schaap · Nina ten Broek · Sarah Ruis · Treinador: · Evangelos Doudesis |

## Formato da disputa
Os 16 participantes foram divididos em quatro grupos com quatro integrantes de primeira fase. As equipes enfrentam as outras equipes de seu grupo uma única vez, ao final das três rodadas, a primeira colocada de cada grupo se classifica direto para as quartas-de-final. As equipes que ocuparem a segunda e a terceira posições disputarão as oitavas-de-final. A quarta colocada de cada grupo disputará do 13º ao 16º lugar.

## Primeira fase
Todas as partidas seguem o horário local  (UTC+2)

### Grupo A
| Pos. | Seleção  | PT | J | V | E | D | GM | GS | SG  |
| ---- | -------- | -- | - | - | - | - | -- | -- | --- |
| 1.   | Itália   | 5  | 3 | 2 | 1 | 0 | 48 | 21 | +27 |
| 2.   | Hungria  | 4  | 3 | 2 | 0 | 1 | 55 | 21 | +34 |
| 3.   | Canadá   | 3  | 3 | 1 | 1 | 1 | 36 | 20 | +16 |
| 4.   | Colômbia | 0  | 3 | 0 | 0 | 3 | 11 | 88 | -77 |

| 20 de junho de 2022 19:30 | Súmula | Canadá                                     | 7–7  | Itália     | Alfréd Hajós Swimming Complex, Budapeste Árbitros: Georgios Stavridis (GRE), Andrew Carney (AUS) |
| 20 de junho de 2022 19:30 | Súmula | Pontuação por períodos: 2–4, 3–2, 1–1, 1–0 |      |            | Alfréd Hajós Swimming Complex, Budapeste Árbitros: Georgios Stavridis (GRE), Andrew Carney (AUS) |
| 20 de junho de 2022 19:30 | Súmula | McKelvey, Wright 2                         | Gols | Giustini 2 | Alfréd Hajós Swimming Complex, Budapeste Árbitros: Georgios Stavridis (GRE), Andrew Carney (AUS) |

| 20 de junho de 2022 21:00 | Súmula | Hungria                                     | 35–4 | Colômbia  | Alfréd Hajós Swimming Complex, Budapeste Árbitros: Pascal Bouchez (FRA), Maro Savinović (CRO) |
| 20 de junho de 2022 21:00 | Súmula | Pontuação por períodos: 8–2, 12–0, 7–0, 8–2 |      |           | Alfréd Hajós Swimming Complex, Budapeste Árbitros: Pascal Bouchez (FRA), Maro Savinović (CRO) |
| 20 de junho de 2022 21:00 | Súmula | Rybanská 6                                  | Gols | Vanegas 2 | Alfréd Hajós Swimming Complex, Budapeste Árbitros: Pascal Bouchez (FRA), Maro Savinović (CRO) |

| 22 de junho de 2022 19:30 | Súmula | Colômbia                                   | 2–22 | Canadá     | Alfréd Hajós Swimming Complex, Budapeste Árbitros: Anbar Anbar (KUW), Dion Willis (RSA) |
| 22 de junho de 2022 19:30 | Súmula | Pontuação por períodos: 1–3, 1–5, 0–7, 0–7 |      |            | Alfréd Hajós Swimming Complex, Budapeste Árbitros: Anbar Anbar (KUW), Dion Willis (RSA) |
| 22 de junho de 2022 19:30 | Súmula | Ortega, Restrepo 1                         | Gols | McKelvey 5 | Alfréd Hajós Swimming Complex, Budapeste Árbitros: Anbar Anbar (KUW), Dion Willis (RSA) |

| 22 de junho de 2022 21:00 | Súmula | Itália                                     | 10–9 | Hungria  | Alfréd Hajós Swimming Complex, Budapeste Árbitros: Boris Margeta (SLO), Andrew Carney (AUS) |
| 22 de junho de 2022 21:00 | Súmula | Pontuação por períodos: 3–4, 2–2, 3–1, 2–2 |      |          | Alfréd Hajós Swimming Complex, Budapeste Árbitros: Boris Margeta (SLO), Andrew Carney (AUS) |
| 22 de junho de 2022 21:00 | Súmula | Avegno, Marletta 2                         | Gols | Parkes 3 | Alfréd Hajós Swimming Complex, Budapeste Árbitros: Boris Margeta (SLO), Andrew Carney (AUS) |

| 24 de junho de 2022 19:30 | Súmula | Itália                                      | –5   | Colômbia   | Alfréd Hajós Swimming Complex, Budapeste Árbitros: Anbar Anbar (KUW), Dion Willis (RSA) |
| 24 de junho de 2022 19:30 | Súmula | Pontuação por períodos: 5–2, 7–0, 6–2, 13–1 |      |            | Alfréd Hajós Swimming Complex, Budapeste Árbitros: Anbar Anbar (KUW), Dion Willis (RSA) |
| 24 de junho de 2022 19:30 | Súmula | Avegno 6                                    | Gols | Restrepo 2 | Alfréd Hajós Swimming Complex, Budapeste Árbitros: Anbar Anbar (KUW), Dion Willis (RSA) |

| 24 de junho de 2022 21:00 | Súmula | Hungria                                    | 11–7 | Canadá     | Alfréd Hajós Swimming Complex, Budapeste Árbitros: Michiel Zwart (NED), Frank Ohme (GER) |
| 24 de junho de 2022 21:00 | Súmula | Pontuação por períodos: 2–1, 3–3, 4–0, 2–3 |      |            | Alfréd Hajós Swimming Complex, Budapeste Árbitros: Michiel Zwart (NED), Frank Ohme (GER) |
| 24 de junho de 2022 21:00 | Súmula | Keszthelyi 3                               | Gols | McKelvey 3 | Alfréd Hajós Swimming Complex, Budapeste Árbitros: Michiel Zwart (NED), Frank Ohme (GER) |

### Grupo B
| Pos. | Seleção        | PT | J | V | E | D | GM | GS | SG  |
| ---- | -------------- | -- | - | - | - | - | -- | -- | --- |
| 1.   | Estados Unidos | 6  | 3 | 3 | 0 | 0 | 58 | 12 | +46 |
| 2.   | Países Baixos  | 4  | 3 | 2 | 0 | 1 | 58 | 18 | +40 |
| 3.   | Argentina      | 3  | 3 | 1 | 0 | 2 | 16 | 58 | -42 |
| 4.   | África do Sul  | 0  | 3 | 0 | 0 | 3 | 9  | 53 | -44 |

| 20 de junho de 2022 18:00 | Súmula | África do Sul                               | 2–24 | Estados Unidos | Debrecen Swimming Pool Complex, Debrecen Árbitros: Megan Perry (NZL), Ivan Raković (SRB) |
| 20 de junho de 2022 18:00 | Súmula | Pontuação por períodos: 0–7, 0–10, 1–3, 1–4 |      |                | Debrecen Swimming Pool Complex, Debrecen Árbitros: Megan Perry (NZL), Ivan Raković (SRB) |
| 20 de junho de 2022 18:00 | Súmula | Meecham, Zondo 1                            | Gols | Haralabidis 5  | Debrecen Swimming Pool Complex, Debrecen Árbitros: Megan Perry (NZL), Ivan Raković (SRB) |

| 20 de junho de 2022 19:30 | Súmula | Países Baixos                              | 29–6 | Argentina | Debrecen Swimming Pool Complex, Debrecen Árbitros: Harvey Hinds (CUR), Edgar Baron (COL) |
| 20 de junho de 2022 19:30 | Súmula | Pontuação por períodos: 8–1, 8–1, 6–2, 7–2 |      |           | Debrecen Swimming Pool Complex, Debrecen Árbitros: Harvey Hinds (CUR), Edgar Baron (COL) |
| 20 de junho de 2022 19:30 | Súmula | Van de Kraats 5                            | Gols | Ruiz 3    | Debrecen Swimming Pool Complex, Debrecen Árbitros: Harvey Hinds (CUR), Edgar Baron (COL) |

| 22 de junho de 2022 18:00 | Súmula | Argentina                                  | 7–6  | África do Sul | Debrecen Swimming Pool Complex, Debrecen Árbitros: Adil Aimbetov (KAZ), Edgar Baron (COL) |
| 22 de junho de 2022 18:00 | Súmula | Pontuação por períodos: 1–1, 1–2, 3–1, 2–2 |      |               | Debrecen Swimming Pool Complex, Debrecen Árbitros: Adil Aimbetov (KAZ), Edgar Baron (COL) |
| 22 de junho de 2022 18:00 | Súmula | Leonard 3                                  | Gols | Vaughan 2     | Debrecen Swimming Pool Complex, Debrecen Árbitros: Adil Aimbetov (KAZ), Edgar Baron (COL) |

| 22 de junho de 2022 19:30 | Súmula | Estados Unidos                             | 11–7 | Países Baixos                | Debrecen Swimming Pool Complex, Debrecen Árbitros: Ivan Raković (SRB), Megan Perry (NZL) |
| 22 de junho de 2022 19:30 | Súmula | Pontuação por períodos: 3–2, 3–1, 3–2, 2–2 |      |                              | Debrecen Swimming Pool Complex, Debrecen Árbitros: Ivan Raković (SRB), Megan Perry (NZL) |
| 22 de junho de 2022 19:30 | Súmula | Musselman 4                                | Gols | Van de Kraats, Moolhuijzen 2 | Debrecen Swimming Pool Complex, Debrecen Árbitros: Ivan Raković (SRB), Megan Perry (NZL) |

| 24 de junho de 2022 | Súmula | Estados Unidos                             | 23–3 | Argentina        | Debrecen Swimming Pool Complex, Debrecen Árbitros: Harvey Hinds (CUR), Megan Perry (NZL) |
| 24 de junho de 2022 | Súmula | Pontuação por períodos: 6–0, 5–0, 6–2, 6–1 |      |                  | Debrecen Swimming Pool Complex, Debrecen Árbitros: Harvey Hinds (CUR), Megan Perry (NZL) |
| 24 de junho de 2022 | Súmula | Haralabidis, Weber 4                       | Gols | três jogadores 1 | Debrecen Swimming Pool Complex, Debrecen Árbitros: Harvey Hinds (CUR), Megan Perry (NZL) |

| 24 de junho de 2022 19:30 | Súmula | Países Baixos                              | 22–1 | África do Sul | Debrecen Swimming Pool Complex, Debrecen Árbitros: Ivan Raković (SRB), Edgar Baron (COL) |
| 24 de junho de 2022 19:30 | Súmula | Pontuação por períodos: 5–1, 4–0, 7–0, 6–0 |      |               | Debrecen Swimming Pool Complex, Debrecen Árbitros: Ivan Raković (SRB), Edgar Baron (COL) |
| 24 de junho de 2022 19:30 | Súmula | Moolhuijzen 5                              | Gols | Versfeld 1    | Debrecen Swimming Pool Complex, Debrecen Árbitros: Ivan Raković (SRB), Edgar Baron (COL) |

### Grupo C
| Pos. | Seleção       | PT | J | V | E | D | GM | GS | SG  |
| ---- | ------------- | -- | - | - | - | - | -- | -- | --- |
| 1.   | Austrália     | 6  | 3 | 3 | 0 | 0 | 47 | 13 | +34 |
| 2.   | Nova Zelândia | 4  | 3 | 2 | 0 | 1 | 29 | 30 | -1  |
| 3.   | Cazaquistão   | 3  | 3 | 1 | 0 | 2 | 27 | 40 | -13 |
| 4.   | Brasil        | 0  | 3 | 0 | 0 | 3 | 19 | 29 | -20 |

| 20 de junho de 2022 18:00 | Súmula | Nova Zelândia                              | 12–8 | Brasil | Sopron Lover Pool, Sopron Árbitros: Radu Matache (ROU), Agustin Pinski (ARG) |
| 20 de junho de 2022 18:00 | Súmula | Pontuação por períodos: 3–3, 5–2, 3–3, 1–0 |      |        | Sopron Lover Pool, Sopron Árbitros: Radu Matache (ROU), Agustin Pinski (ARG) |
| 20 de junho de 2022 18:00 | Súmula | McDowall 4                                 | Gols | Leão 3 | Sopron Lover Pool, Sopron Árbitros: Radu Matache (ROU), Agustin Pinski (ARG) |

| 20 de junho de 2022 19:30 | Súmula | Cazaquistão                                | 6–19 | Austrália  | Sopron Lover Pool, Sopron Árbitros: György Kun (HUN), Chisato Kurosaki (JPN) |
| 20 de junho de 2022 19:30 | Súmula | Pontuação por períodos: 1–6, 1–9, 3–3, 1–1 |      |            | Sopron Lover Pool, Sopron Árbitros: György Kun (HUN), Chisato Kurosaki (JPN) |
| 20 de junho de 2022 19:30 | Súmula | Yeremina 3                                 | Gols | Arancini 5 | Sopron Lover Pool, Sopron Árbitros: György Kun (HUN), Chisato Kurosaki (JPN) |

| 22 de junho de 2022 18:00 | Súmula | Austrália                                  | 11–2 | Nova Zelândia         | Sopron Lover Pool, Sopron Árbitros: Asumi Tsuzaki (JPN), Agustin Pinski (ARG) |
| 22 de junho de 2022 18:00 | Súmula | Pontuação por períodos: 3–1, 4–1, 3–0, 1–0 |      |                       | Sopron Lover Pool, Sopron Árbitros: Asumi Tsuzaki (JPN), Agustin Pinski (ARG) |
| 22 de junho de 2022 18:00 | Súmula | Halligan 3                                 | Gols | McDowall, Nicholson 1 | Sopron Lover Pool, Sopron Árbitros: Asumi Tsuzaki (JPN), Agustin Pinski (ARG) |

| 22 de junho de 2022 19:30 | Súmula | Brasil                                     | 6–10 | Cazaquistão        | Sopron Lover Pool, Sopron Árbitros: Radu Matache (ROU), Georgios Stavridis (GRE) |
| 22 de junho de 2022 19:30 | Súmula | Pontuação por períodos: 2–3, 2–2, 1–1, 1–4 |      |                    | Sopron Lover Pool, Sopron Árbitros: Radu Matache (ROU), Georgios Stavridis (GRE) |
| 22 de junho de 2022 19:30 | Súmula | Coutinho 2                                 | Gols | Turova, Yeremina 3 | Sopron Lover Pool, Sopron Árbitros: Radu Matache (ROU), Georgios Stavridis (GRE) |

| 24 e junho de2022 18:00 | Súmula | Brasil                                     | 5–17 | Austrália  | Sopron Lover Pool, Sopron Árbitros: György Kun (HUN), Asumi Tsuzaki (JPN) |
| 24 e junho de2022 18:00 | Súmula | Pontuação por períodos: 1–5, 0–4, 1–5, 3–3 |      |            | Sopron Lover Pool, Sopron Árbitros: György Kun (HUN), Asumi Tsuzaki (JPN) |
| 24 e junho de2022 18:00 | Súmula | Belorio 2                                  | Gols | Halligan 5 | Sopron Lover Pool, Sopron Árbitros: György Kun (HUN), Asumi Tsuzaki (JPN) |

| 24 e junho de2022 19:30 | Súmula | Cazaquistão                                | 11–15 | Nova Zelândia | Sopron Lover Pool, Sopron Árbitros: Maro Savinović (CRO), Agustin Pinski (ARG) |
| 24 e junho de2022 19:30 | Súmula | Pontuação por períodos: 3–4, 5–2, 2–5, 1–4 |       |               | Sopron Lover Pool, Sopron Árbitros: Maro Savinović (CRO), Agustin Pinski (ARG) |
| 24 e junho de2022 19:30 | Súmula | Muravyeva 3                                | Gols  | Josephson 4   | Sopron Lover Pool, Sopron Árbitros: Maro Savinović (CRO), Agustin Pinski (ARG) |

### Grupo D
| Pos. | Seleção   | PT | J | V | E | D | GM | GS | SG  |
| ---- | --------- | -- | - | - | - | - | -- | -- | --- |
| 1.   | Grécia    | 5  | 3 | 2 | 1 | 0 | 53 | 15 | +38 |
| 2.   | Espanha   | 5  | 3 | 2 | 1 | 0 | 58 | 20 | +38 |
| 3.   | França    | 2  | 3 | 1 | 0 | 2 | 36 | 41 | -5  |
| 4.   | Tailândia | 0  | 3 | 0 | 0 | 3 | 11 | 82 | -71 |

| 20 de junho de 2022 18:00 | Súmula | Grécia                                     | 28–1 | Tailândia   | Szeged Tiszavirág Pool, Szeged Árbitros: Helene Painchaud (CAN), Fabio Toffoli (BRA) |
| 20 de junho de 2022 18:00 | Súmula | Pontuação por períodos: 7–0, 9–0, 5–0, 7–1 |      |             | Szeged Tiszavirág Pool, Szeged Árbitros: Helene Painchaud (CAN), Fabio Toffoli (BRA) |
| 20 de junho de 2022 18:00 | Súmula | Xenaki 5                                   | Gols | Puangtong 1 | Szeged Tiszavirág Pool, Szeged Árbitros: Helene Painchaud (CAN), Fabio Toffoli (BRA) |

| 20 de junho de 2022 19:30 | Súmula | França                                     | 8–18 | Espanha | Szeged Tiszavirág Pool, Szeged Árbitros: Levan Berishvili (GEO), Raffaele Colombo (ITA) |
| 20 de junho de 2022 19:30 | Súmula | Pontuação por períodos: 1–4, 3–3, 2–5, 2–6 |      |         | Szeged Tiszavirág Pool, Szeged Árbitros: Levan Berishvili (GEO), Raffaele Colombo (ITA) |
| 20 de junho de 2022 19:30 | Súmula | Vernoux 4                                  | Gols | Forca 5 | Szeged Tiszavirág Pool, Szeged Árbitros: Levan Berishvili (GEO), Raffaele Colombo (ITA) |

| 22 de junho de 2022 18:00 | Súmula | Espanha                                    | 10–10 | Grécia                       | Szeged Tiszavirág Pool, Szeged Árbitros: Levan Berishvili (GEO), Veselin Mišković (MNE) |
| 22 de junho de 2022 18:00 | Súmula | Pontuação por períodos: 2–3, 4–3, 2–2, 2–2 |       |                              | Szeged Tiszavirág Pool, Szeged Árbitros: Levan Berishvili (GEO), Veselin Mišković (MNE) |
| 22 de junho de 2022 18:00 | Súmula | Ruiz 4                                     | Gols  | E. Plevritou, V. Plevritou 3 | Szeged Tiszavirág Pool, Szeged Árbitros: Levan Berishvili (GEO), Veselin Mišković (MNE) |

| 22 de junho de 2022 19:30 | Súmula | Tailândia                                  | 8–24 | França    | Szeged Tiszavirág Pool, Szeged Árbitros: Hélène Painchaud (CAN), Fabio Toffoli (BRA) |
| 22 de junho de 2022 19:30 | Súmula | Pontuação por períodos: 2–6, 2–7, 0–7, 4–4 |      |           | Szeged Tiszavirág Pool, Szeged Árbitros: Hélène Painchaud (CAN), Fabio Toffoli (BRA) |
| 22 de junho de 2022 19:30 | Súmula | Puangtong 4                                | Gols | Guillet 6 | Szeged Tiszavirág Pool, Szeged Árbitros: Hélène Painchaud (CAN), Fabio Toffoli (BRA) |

| 24 de junho de 2022 18:00 | Súmula | Tailândia                                   | 2–30 | Espanha | Szeged Tiszavirág Pool, Szeged Árbitros: Fabio Toffoli (BRA), Veselin Mišković (MNE) |
| 24 de junho de 2022 18:00 | Súmula | Pontuação por períodos: 0–5, 0–7, 2–11, 0–7 |      |         | Szeged Tiszavirág Pool, Szeged Árbitros: Fabio Toffoli (BRA), Veselin Mišković (MNE) |
| 24 de junho de 2022 18:00 | Súmula | Puangtong 2                                 | Gols | Forca 7 | Szeged Tiszavirág Pool, Szeged Árbitros: Fabio Toffoli (BRA), Veselin Mišković (MNE) |

| 24 de junho de 2022 19:30 | Súmula | França                                     | 4–15 | Grécia           | Szeged Tiszavirág Pool, Szeged Árbitros: Hélène Painchaud (CAN), Raffaele Colombo (ITA) |
| 24 de junho de 2022 19:30 | Súmula | Pontuação por períodos: 1–4, 1–4, 1–3, 1–4 |      |                  | Szeged Tiszavirág Pool, Szeged Árbitros: Hélène Painchaud (CAN), Raffaele Colombo (ITA) |
| 24 de junho de 2022 19:30 | Súmula | Bouloukbachi 2                             | Gols | três jogadores 3 | Szeged Tiszavirág Pool, Szeged Árbitros: Hélène Painchaud (CAN), Raffaele Colombo (ITA) |

## Segunda fase
Fase eliminatórias
|  | Play-off         | Play-off    |                |                | Quartas-de-final | Quartas-de-final |            |                     | Semifinal           | Semifinal |  |  | Final | Final |
|  |                  |             |                |                |                  |                  |            |                     |                     |           |  |  |       |       |
|  |                  |             |                |                | 28 de junho      |                  |            |                     |                     |           |  |  |       |       |
|  | 26 de junho      |             |                |                |                  |                  |            |                     |                     |           |  |  |       |       |
|  | Itália           | 17          |                |                |                  |                  |            |                     |                     |           |  |  |       |       |
|  | Itália           | 17          | Nova Zelândia  | 9 (4)          | 30 de junho      | 30 de junho      |            |                     |                     |           |  |  |       |       |
|  |                  | França      | Nova Zelândia  | 9 (4)          | 30 de junho      | 30 de junho      | 7          |                     |                     |           |  |  |       |       |
|  | França (Pênalti) | França      | 9 (5)          |                | Itália           | 6                | 7          |                     |                     |           |  |  |       |       |
|  | França (Pênalti) | 28 de junho | 9 (5)          |                | Itália           | 6                |            |                     |                     |           |  |  |       |       |
|  | 26 de junho      | 26 de junho |                | Estados Unidos | 14               |                  |            |                     |                     |           |  |  |       |       |
|  | 26 de junho      | 26 de junho | Estados Unidos | Estados Unidos | 14               | 13               |            |                     |                     |           |  |  |       |       |
|  | Cazaquistão      | 1           | Estados Unidos |                |                  | 13               | 2 de julho | 2 de julho          |                     |           |  |  |       |       |
|  | Cazaquistão      | 1           |                | Espanha        | 8                |                  | 2 de julho | 2 de julho          |                     |           |  |  |       |       |
|  | Espanha          | 14          |                | Espanha        | 8                | Estados Unidos   | 9          |                     |                     |           |  |  |       |       |
|  | Espanha          | 14          | 28 de junho    |                |                  | Estados Unidos   | 9          |                     |                     |           |  |  |       |       |
|  | 26 de junho      | 26 de junho |                | Hungria        | 7                |                  |            |                     |                     |           |  |  |       |       |
|  | 26 de junho      | 26 de junho | Austrália      | Hungria        | 7                | 6                |            |                     |                     |           |  |  |       |       |
|  | Hungria          | 23          | Austrália      | 30 de junho    | 30 de junho      | 6                |            |                     |                     |           |  |  |       |       |
|  | Hungria          | 23          |                | 30 de junho    | 30 de junho      | Hungria          | 7          |                     |                     |           |  |  |       |       |
|  | Argentina        | 6           |                | Hungria        | 13               | Hungria          | 7          | Disputa do 3º lugar | Disputa do 3º lugar |           |  |  |       |       |
|  | Argentina        | 6           | 28 de junho    | Hungria        | 13               |                  |            | Disputa do 3º lugar | Disputa do 3º lugar |           |  |  |       |       |
|  | 26 de junho      | 26 de junho |                | Países Baixos  | 12               |                  | 2 de julho | 2 de julho          |                     |           |  |  |       |       |
|  | 26 de junho      | 26 de junho | Grécia         | Países Baixos  | 12               | 7                | 2 de julho | 2 de julho          |                     |           |  |  |       |       |
|  | Canadá           | 7           | Grécia         |                |                  | 7                | Itália     | 5                   |                     |           |  |  |       |       |
|  | Canadá           | 7           |                | Países Baixos  | 12               |                  | Itália     | 5                   |                     |           |  |  |       |       |
|  | Países Baixos    | 10          |                | Países Baixos  | 12               | Países Baixos    | 7          |                     |                     |           |  |  |       |       |
|  | Países Baixos    | 10          |                |                |                  | Países Baixos    | 7          |                     |                     |           |  |  |       |       |

5º lugar
|  | Semifinais          | Semifinais  |   |            | 5º lugar   | 5º lugar |  |
|  |                     |             |   |            |            |          |  |
|  | 30 de junho         |             |   |            |            |          |  |
|  | França              | 5           |   |            |            |          |  |
|  | Espanha             | 18          |   |            |            |          |  |
|  |                     |             |   |            |            |          |  |
|  |                     |             |   |            | 2 de julho |          |  |
|  |                     |             |   |            | Espanha    | 8        |  |
|  |                     | Austrália   | 5 |            |            |          |  |
|  |                     |             |   |            |            |          |  |
|  |                     |             |   |            |            |          |  |
|  |                     |             |   |            | 7º lugar   |          |  |
|  | 30 de junho         | 30 de junho |   | 2 de julho | 2 de julho |          |  |
|  | Austrália (Pênalti) | 12 (4)      |   | França     | 7          |          |  |
|  | Grécia              | 12 (2)      |   |            | Grécia     | 16       |  |

9º lugar
|  | Semifinais    | Semifinais  |    |             | 9º lugar      | 9º lugar |  |
|  |               |             |    |             |               |          |  |
|  | 28 de junho   |             |    |             |               |          |  |
|  | Argentina     | 7           |    |             |               |          |  |
|  | Nova Zelândia | 13          |    |             |               |          |  |
|  |               |             |    |             |               |          |  |
|  |               |             |    |             | 30 de junho   |          |  |
|  |               |             |    |             | Nova Zelândia | 11       |  |
|  |               | Canadá      | 20 |             |               |          |  |
|  |               |             |    |             |               |          |  |
|  |               |             |    |             |               |          |  |
|  |               |             |    |             | 11º lugar     |          |  |
|  | 28 de junho   | 28 de junho |    | 30 de junho | 30 de junho   |          |  |
|  | Cazaquistão   | 11          |    | Argentina   | 6             |          |  |
|  | Canadá        | 19          |    |             | Cazaquistão   | 12       |  |

13º lugar
|  | Semifinais    | Semifinais  |   |             | 13º lugar     | 13º lugar |  |
|  |               |             |   |             |               |           |  |
|  | 26 de junho   |             |   |             |               |           |  |
|  | Colômbia      | 11          |   |             |               |           |  |
|  | África do Sul | 14          |   |             |               |           |  |
|  |               |             |   |             |               |           |  |
|  |               |             |   |             | 28 de junho   |           |  |
|  |               |             |   |             | África do Sul | 8         |  |
|  |               | Brasil      | 7 |             |               |           |  |
|  |               |             |   |             |               |           |  |
|  |               |             |   |             |               |           |  |
|  |               |             |   |             | 15º lugar     |           |  |
|  | 26 de junho   | 26 de junho |   | 28 de junho | 28 de junho   |           |  |
|  | Brasil        | 12          |   | Colômbia    | 6             |           |  |
|  | Tailândia     | 9           |   |             | Tailândia     | 10        |  |

### Play-offs
| 26 de junho de 2022 14:00 | Súmula | Canadá                                     | 7–10 | Países Baixos    | Alfréd Hajós Swimming Complex, Budapeste Árbitros: Raffaele Colombo (ITA), David Gómez (ESP) |
| 26 de junho de 2022 14:00 | Súmula | Pontuação por períodos: 2–1, 1–2, 2–6, 2–1 |      |                  | Alfréd Hajós Swimming Complex, Budapeste Árbitros: Raffaele Colombo (ITA), David Gómez (ESP) |
| 26 de junho de 2022 14:00 | Súmula | sete jogadores 1                           | Gols | três jogadores 2 | Alfréd Hajós Swimming Complex, Budapeste Árbitros: Raffaele Colombo (ITA), David Gómez (ESP) |

| 26 de junho de 2022 15:30 | Súmula | Nova Zelândia                                       | 13–14 | França     | Alfréd Hajós Swimming Complex, Budapeste Árbitros: Georgios Stavridis (GRE), Adil Aimbetov (KAZ) |
| 26 de junho de 2022 15:30 | Súmula | Pontuação por períodos: 2–1, 3–3, 2–3, 2–2 PEN: 4–5 |       |            | Alfréd Hajós Swimming Complex, Budapeste Árbitros: Georgios Stavridis (GRE), Adil Aimbetov (KAZ) |
| 26 de junho de 2022 15:30 | Súmula | McDowall 5                                          | Gols  | Dhalluin 4 | Alfréd Hajós Swimming Complex, Budapeste Árbitros: Georgios Stavridis (GRE), Adil Aimbetov (KAZ) |

| 26 de junho de 2022 17:00 | Súmula | Predefinição:Seleão                        | 1–14 | Espanha | Alfréd Hajós Swimming Complex, Budapeste Árbitros: Helene Painchaud (CAN), Harvey Hinds (CUR) |
| 26 de junho de 2022 17:00 | Súmula | Pontuação por períodos: 0–4, 1–2, 0–7, 0–1 |      |         | Alfréd Hajós Swimming Complex, Budapeste Árbitros: Helene Painchaud (CAN), Harvey Hinds (CUR) |
| 26 de junho de 2022 17:00 | Súmula | Turova 1                                   | Gols | Ortiz 4 | Alfréd Hajós Swimming Complex, Budapeste Árbitros: Helene Painchaud (CAN), Harvey Hinds (CUR) |

| 26 de junho de 2022 18:30 | Súmula | Hungria                                    | 23–6 | Argentina | Alfréd Hajós Swimming Complex, Budapeste Árbitros: Dion Willis (RSA), Maro Savinović (CRO) |
| 26 de junho de 2022 18:30 | Súmula | Pontuação por períodos: 4–0, 7–2, 6–3, 6–1 |      |           | Alfréd Hajós Swimming Complex, Budapeste Árbitros: Dion Willis (RSA), Maro Savinović (CRO) |
| 26 de junho de 2022 18:30 | Súmula | Gurisatti 5                                | Gols | Leonard 3 | Alfréd Hajós Swimming Complex, Budapeste Árbitros: Dion Willis (RSA), Maro Savinović (CRO) |

### Quartas de final
| 28 de junho de 2022 13:00 | Súmula | Itália                                     | 17–7 | França    | Alfréd Hajós Swimming Complex, Budapeste Árbitros: Helene Painchaud (CAN), Maro Savinović (CRO) |
| 28 de junho de 2022 13:00 | Súmula | Pontuação por períodos: 3–2, 4–1, 6–1, 4–3 |      |           | Alfréd Hajós Swimming Complex, Budapeste Árbitros: Helene Painchaud (CAN), Maro Savinović (CRO) |
| 28 de junho de 2022 13:00 | Súmula | Giustini 6                                 | Gols | Guillet 4 | Alfréd Hajós Swimming Complex, Budapeste Árbitros: Helene Painchaud (CAN), Maro Savinović (CRO) |

| 28 de junho de 2022 16:00 | Súmula | Estados Unidos                             | 13–8 | Espanha               | Alfréd Hajós Swimming Complex, Budapeste Árbitros: Georgios Stavridis (GRE), Frank Ohme (GER) |
| 28 de junho de 2022 16:00 | Súmula | Pontuação por períodos: 3–3, 3–2, 5–3, 2–0 |      |                       | Alfréd Hajós Swimming Complex, Budapeste Árbitros: Georgios Stavridis (GRE), Frank Ohme (GER) |
| 28 de junho de 2022 16:00 | Súmula | Haralabidis 6                              | Gols | Forca, García Godoy 2 | Alfréd Hajós Swimming Complex, Budapeste Árbitros: Georgios Stavridis (GRE), Frank Ohme (GER) |

| 28 de junho de 2022 19:30 | Súmula | Grécia                                     | 7–12 | Países Baixos | Alfréd Hajós Swimming Complex, Budapeste Árbitros: David Gómez (ESP), Boris Margeta (SLO) |
| 28 de junho de 2022 19:30 | Súmula | Pontuação por períodos: 1–3, 2–3, 3–3, 1–3 |      |               | Alfréd Hajós Swimming Complex, Budapeste Árbitros: David Gómez (ESP), Boris Margeta (SLO) |
| 28 de junho de 2022 19:30 | Súmula | Patra, E. Plevritou 2                      | Gols | Moolhuijzen 4 | Alfréd Hajós Swimming Complex, Budapeste Árbitros: David Gómez (ESP), Boris Margeta (SLO) |

| 28 de junho de 2022 21:00 | Súmula | Austrália                                  | 6–7  | Hungria      | Alfréd Hajós Swimming Complex, Budapeste Árbitros: Michael Goldenberg (USA), Raffaele Colombo (ITA) |
| 28 de junho de 2022 21:00 | Súmula | Pontuação por períodos: 3–2, 0–1, 0–2, 3–2 |      |              | Alfréd Hajós Swimming Complex, Budapeste Árbitros: Michael Goldenberg (USA), Raffaele Colombo (ITA) |
| 28 de junho de 2022 21:00 | Súmula | Halligan 3                                 | Gols | Keszthelyi 3 | Alfréd Hajós Swimming Complex, Budapeste Árbitros: Michael Goldenberg (USA), Raffaele Colombo (ITA) |

### Semifinais do 13º ao 16º lugares
| 26 de junho de 2022 17:00 | Súmula | Colômbia                                   | 11–14 | África do Sul | Szeged Tiszavirág Pool, Szeged Árbitros: Asumi Tsuzaki (JPN), Pascal Bouchez (FRA) |
| 26 de junho de 2022 17:00 | Súmula | Pontuação por períodos: 3–4, 3–5, 3–3, 2–2 |       |               | Szeged Tiszavirág Pool, Szeged Árbitros: Asumi Tsuzaki (JPN), Pascal Bouchez (FRA) |
| 26 de junho de 2022 17:00 | Súmula | Marín, Vanegas 3                           | Gols  | MacLeod 4     | Szeged Tiszavirág Pool, Szeged Árbitros: Asumi Tsuzaki (JPN), Pascal Bouchez (FRA) |

| 26 de junho de 2022 18:30 | Súmula | Brasil                                     | –9   | Tailândia         | Szeged Tiszavirág Pool, Szeged Árbitros: Megan Perry (NZL), Anbar Anbar (KUW) |
| 26 de junho de 2022 18:30 | Súmula | Pontuação por períodos: 4–1, 4–1, 3–3, 1–4 |      |                   | Szeged Tiszavirág Pool, Szeged Árbitros: Megan Perry (NZL), Anbar Anbar (KUW) |
| 26 de junho de 2022 18:30 | Súmula | Ferreira 6                                 | Gols | Puangton, Turon 4 | Szeged Tiszavirág Pool, Szeged Árbitros: Megan Perry (NZL), Anbar Anbar (KUW) |

### Semifinais do 9º ao 12º lugares
| 28 de junho de 2022 17:00 | Súmula | Argentina                                  | 7–13 | Nova Zelândia     | Szeged Tiszavirág Pool, Szeged Árbitros: Levan Berishvili (GEO), Radu Matache (ROU) |
| 28 de junho de 2022 17:00 | Súmula | Pontuação por períodos: 3–3, 2–4, 1–4, 1–2 |      |                   | Szeged Tiszavirág Pool, Szeged Árbitros: Levan Berishvili (GEO), Radu Matache (ROU) |
| 28 de junho de 2022 17:00 | Súmula | Ruiz 3                                     | Gols | cinco jogadores 2 | Szeged Tiszavirág Pool, Szeged Árbitros: Levan Berishvili (GEO), Radu Matache (ROU) |

| 28 de junho de 2022 18:30 | Súmula | Canadá                                     | 19–11 | Cazaquistão | Szeged Tiszavirág Pool, Szeged Árbitros: Ivan Raković (SRB), Fabio Toffoli (BRA) |
| 28 de junho de 2022 18:30 | Súmula | Pontuação por períodos: 3–2, 6–3, 5–3, 5–3 |       |             | Szeged Tiszavirág Pool, Szeged Árbitros: Ivan Raković (SRB), Fabio Toffoli (BRA) |
| 28 de junho de 2022 18:30 | Súmula | três jogadores 4                           | Gols  | Yeremina 3  | Szeged Tiszavirág Pool, Szeged Árbitros: Ivan Raković (SRB), Fabio Toffoli (BRA) |

### Semifinais do 5º ao 8º lugares
| 30 de junho de 2022 14:30 | Súmula | França                                     | 5–18 | Espanha            | Alfréd Hajós Swimming Complex, Budapeste Árbitros: Adil Aimbetov (KAZ), Dion Willis (RSA) |
| 30 de junho de 2022 14:30 | Súmula | Pontuação por períodos: 1–3, 2–3, 1–5, 1–7 |      |                    | Alfréd Hajós Swimming Complex, Budapeste Árbitros: Adil Aimbetov (KAZ), Dion Willis (RSA) |
| 30 de junho de 2022 14:30 | Súmula | cinco jogadores 1                          | Gols | quatro jogadores 3 | Alfréd Hajós Swimming Complex, Budapeste Árbitros: Adil Aimbetov (KAZ), Dion Willis (RSA) |

| 30 de junho de 2022 19:30 | Súmula | Austrália                                           | 16–14 | Grécia   | Alfréd Hajós Swimming Complex, Budapeste Árbitros: Raffaele Colombo (ITA), György Kun (HUN) |
| 30 de junho de 2022 19:30 | Súmula | Pontuação por períodos: 2–2, 4–2, 4–4, 2–4 PEN: 4–2 |       |          | Alfréd Hajós Swimming Complex, Budapeste Árbitros: Raffaele Colombo (ITA), György Kun (HUN) |
| 30 de junho de 2022 19:30 | Súmula | Leeson-Smith, Ridge 3                               | Gols  | Xenaki 4 | Alfréd Hajós Swimming Complex, Budapeste Árbitros: Raffaele Colombo (ITA), György Kun (HUN) |

### Semifinais
| 30 de junho de 2022 16:00 | Súmula | Itália                                     | 6–14 | Estados Unidos    | Alfréd Hajós Swimming Complex, Budapeste Árbitros: Georgios Stavridis (GRE), David Gómez (ESP) |
| 30 de junho de 2022 16:00 | Súmula | Pontuação por períodos: 0–3, 2–3, 1–4, 3–4 |      |                   | Alfréd Hajós Swimming Complex, Budapeste Árbitros: Georgios Stavridis (GRE), David Gómez (ESP) |
| 30 de junho de 2022 16:00 | Súmula | Avegno, Bianconi 2                         | Gols | cinco jogadores 2 | Alfréd Hajós Swimming Complex, Budapeste Árbitros: Georgios Stavridis (GRE), David Gómez (ESP) |

| 30 de junho de 2022 21:00 | Súmula | Hungria                                    | 13–12 | Países Baixos   | Alfréd Hajós Swimming Complex, Budapeste Árbitros: Maro Savinović (CRO), Frank Ohme (GER) |
| 30 de junho de 2022 21:00 | Súmula | Pontuação por períodos: 2–3, 4–3, 5–4, 2–2 |       |                 | Alfréd Hajós Swimming Complex, Budapeste Árbitros: Maro Savinović (CRO), Frank Ohme (GER) |
| 30 de junho de 2022 21:00 | Súmula | Leimeter 4                                 | Gols  | Van de Kraats 5 | Alfréd Hajós Swimming Complex, Budapeste Árbitros: Maro Savinović (CRO), Frank Ohme (GER) |

### Decisão do 15º lugar
| 28 de junho de 2022 14:00 | Súmula | Colômbia                                   | 6–10 | Tailândia        | Szeged Tiszavirág Pool, Szeged Árbitros: Asumi Tsuzaki (JPN), Agustin Pinski (ARG) |
| 28 de junho de 2022 14:00 | Súmula | Pontuação por períodos: 2–2, 2–1, 2–2, 0–5 |      |                  | Szeged Tiszavirág Pool, Szeged Árbitros: Asumi Tsuzaki (JPN), Agustin Pinski (ARG) |
| 28 de junho de 2022 14:00 | Súmula | Restrepo 5                                 | Gols | Puengpongsakul 3 | Szeged Tiszavirág Pool, Szeged Árbitros: Asumi Tsuzaki (JPN), Agustin Pinski (ARG) |

### Decisão do 13º lugar
| 28 de junho de 2022 15:30 | Súmula | África do Sul                              | 8–7  | Brasil     | Szeged Tiszavirág Pool, Szeged Árbitros: Megan Perry (NZL), Veselin Mišković (MNE) |
| 28 de junho de 2022 15:30 | Súmula | Pontuação por períodos: 2–2, 3–3, 0–1, 3–1 |      |            | Szeged Tiszavirág Pool, Szeged Árbitros: Megan Perry (NZL), Veselin Mišković (MNE) |
| 28 de junho de 2022 15:30 | Súmula | January 2                                  | Gols | Coutinho 3 | Szeged Tiszavirág Pool, Szeged Árbitros: Megan Perry (NZL), Veselin Mišković (MNE) |

### Decisão do 11º lugar
| 30 de junho 2022 17:00 | Súmula | Argentina                                  | 6–12 | Cazaquistão | Szeged Tiszavirág Pool, Szeged Árbitros: Levan Berishvili (GEO), Edgar Baron (COL) |
| 30 de junho 2022 17:00 | Súmula | Pontuação por períodos: 2–4, 1–3, 1–3, 2–2 |      |             | Szeged Tiszavirág Pool, Szeged Árbitros: Levan Berishvili (GEO), Edgar Baron (COL) |
| 30 de junho 2022 17:00 | Súmula | Leonard 3                                  | Gols | Roga 5      | Szeged Tiszavirág Pool, Szeged Árbitros: Levan Berishvili (GEO), Edgar Baron (COL) |

### Decisão do 9º lugar
| 30 de junho de 2022 18:30 | Súmula | Nova Zelândia                              | 11–20 | Canadá    | Szeged Tiszavirág Pool, Szeged Árbitros: Pascal Bouchez (FRA), Veselin Mišković (MNE) |
| 30 de junho de 2022 18:30 | Súmula | Pontuação por períodos: 1–4, 1–5, 5–6, 4–5 |       |           | Szeged Tiszavirág Pool, Szeged Árbitros: Pascal Bouchez (FRA), Veselin Mišković (MNE) |
| 30 de junho de 2022 18:30 | Súmula | Houghton 6                                 | Gols  | Lekness 4 | Szeged Tiszavirág Pool, Szeged Árbitros: Pascal Bouchez (FRA), Veselin Mišković (MNE) |

### Decisão do 7º lugar
| 2 de julho de 2022 13:00 | Súmula | França                                     | 7–16 | Grécia            | Alfréd Hajós Swimming Complex, Budapeste Árbitros: Veselin Mišković (MNE), Dion Willis (RSA) |
| 2 de julho de 2022 13:00 | Súmula | Pontuação por períodos: 2–5, 1–3, 2–5, 2–3 |      |                   | Alfréd Hajós Swimming Complex, Budapeste Árbitros: Veselin Mišković (MNE), Dion Willis (RSA) |
| 2 de julho de 2022 13:00 | Súmula | Millot 3                                   | Gols | Myriokefalitaki 5 | Alfréd Hajós Swimming Complex, Budapeste Árbitros: Veselin Mišković (MNE), Dion Willis (RSA) |

### Decisão do 5º lugar
| 2 de julho de 2022 17:00 | Súmula | Espanha                                    | 8–5  | Austrália         | Alfréd Hajós Swimming Complex, Budapeste Árbitros: Helene Painchaud (CAN), Ivan Raković (SRB) |
| 2 de julho de 2022 17:00 | Súmula | Pontuação por períodos: 2–0, 1–1, 3–1, 2–3 |      |                   | Alfréd Hajós Swimming Complex, Budapeste Árbitros: Helene Painchaud (CAN), Ivan Raković (SRB) |
| 2 de julho de 2022 17:00 | Súmula | três jogadores 2                           | Gols | cinco jogadores 1 | Alfréd Hajós Swimming Complex, Budapeste Árbitros: Helene Painchaud (CAN), Ivan Raković (SRB) |

### Disputa pelo bronze
| 2 de julho 2022 14:30 | Súmula | Itália                                     | 5–7  | Países Baixos    | Alfréd Hajós Swimming Complex, Budapeste Árbitros: Maro Savinović (CRO), Georgios Stavridis (GRE) |
| 2 de julho 2022 14:30 | Súmula | Pontuação por períodos: 2–1, 2–1, 0–2, 1–3 |      |                  | Alfréd Hajós Swimming Complex, Budapeste Árbitros: Maro Savinović (CRO), Georgios Stavridis (GRE) |
| 2 de julho 2022 14:30 | Súmula | Giustini, Marletta 2                       | Gols | sete jogadores 1 | Alfréd Hajós Swimming Complex, Budapeste Árbitros: Maro Savinović (CRO), Georgios Stavridis (GRE) |

### Final
| 2 de julho de 2022 20:00 | Súmula | Estados Unidos                             | 9–7  | Hungria     | Alfréd Hajós Swimming Complex, Budapeste Árbitros: Boris Margeta (SLO), Frank Ohme (GER) |
| 2 de julho de 2022 20:00 | Súmula | Pontuação por períodos: 2–1, 2–2, 3–1, 2–3 |      |             | Alfréd Hajós Swimming Complex, Budapeste Árbitros: Boris Margeta (SLO), Frank Ohme (GER) |
| 2 de julho de 2022 20:00 | Súmula | Musselman 5                                | Gols | Gurisatti 3 | Alfréd Hajós Swimming Complex, Budapeste Árbitros: Boris Margeta (SLO), Frank Ohme (GER) |

## Classificação final
| Posição           | Seleção        |
| ----------------- | -------------- |
| Medalha de ouro   | Estados Unidos |
| Medalha de prata  | Hungria        |
| Medalha de bronze | Países Baixos  |
| 4                 | Itália         |
| 5                 | Espanha        |
| 6                 | Austrália      |
| 7                 | Grécia         |
| 8                 | França         |
| 9                 | Canadá         |
| 10                | Nova Zelândia  |
| 11                | Cazaquistão    |
| 12                | Argentina      |
| 13                | África do Sul  |
| 14                | Brasil         |
| 15                | Tailândia      |
| 16                | Colômbia       |

| Polo aquático no Campeonato Mundial de Esportes Aquáticos de 2022 - Feminino |
| ---------------------------------------------------------------------------- |
| Estados Unidos Campeão (7° título)                                           |

## Prêmios
Os prêmios foram anunciados em 3 de julho de 2022. 
| Artilheiro - ESP Judith Forca (21 gols) - ESP Beatriz Ortiz (21 gols) Melhor goleiro - USA Ashleigh Johnson Melhor jogador (MVP) - USA Maddie Musselman | Seleção do campeonato - AUS Bronte Halligan - HUN Rita Keszthelyi - NED Lola Moohuijzen - ESP Judith Forca - ESP Beatriz Ortiz - USA Maddie Musselman |